# 特雷斯·杰克逊-戴维斯
特雷斯·杰克逊-戴维斯（英語：Trayce Jackson-Davis，2000年2月22日—），美国职业篮球运动员，司职大前锋或中锋。在2023年NBA选秀中，被金州勇士用从华盛顿奇才获得的第二轮总第57签位选中。

## 早年生涯
特雷斯的生父是前印第安纳步行者球员戴尔·戴维斯，由于戴尔忙于事业，特雷斯年少时由前NFL球员雷·杰克逊（Ray Jackson）照料。在特雷斯4岁时，雷·杰克逊成为他的继父。高中时，特雷斯在其姓氏中以连字符分隔加入“杰克逊”。
特雷斯在高中时被评为四星级球员。2019年进入印第安纳大学。2023年的大四赛季获得了表彰NCAA年度最佳大前锋的卡尔·马龙奖。特雷斯在印第安纳大学的四年创下了校队史上最多篮板和最多盖帽的记录，同时总得分位居校队史第三。

## 职业生涯
在2023年NBA选秀中，金州勇士从华盛顿奇才置换到次轮总第57签位选中特雷斯。面对险些落选的境况，特雷斯在推特上表示“你们都会后悔的”。